# Fingal Olsson
Fingal Olsson är en sketch som uppfördes av Martin Ljung i Knäppupprevyn Funny Boy 1958. Sketchen utgår från en vits som Ljung sedan varierar på en rad olika sätt.
Ramberättelsen är att riddaren Bertrand Tre Ripor (spelad av Ljung) försöker få prinsessan (Gunwer Bergkvist) att skratta, vilket ingen tidigare lyckats med. Grundvitsen lyder:
– Är det inte Fingal Olsson som sitter där borta?

– Nä, han är död.

– Det är han inte; han rör ju på sig.
Numret var inte med från starten. Ljung drog ursprungligen ett par skämt som varken fångade publikens intresse eller lockade munterhet. Följden blev att Hans Alfredson och Tage Danielsson gemensamt utarbetade monologen om Fingal Olsson.